# WinCVS
WinCVS é uma ferramenta do tipo Concurrent Version System - CVS (Sistema de Versões Concorrentes), escrita em código aberto.

## Utilização
A WinCVS é usada para controlar as diferentes versões de um mesmo arquivo editada/criada por uma pessoa. Tem também a função de organizar as diversas versões de um mesmo documento...
https://web.archive.org/web/20081020082920/http://www.em.pucrs.br/gati/tutorials/manual_cvs/node10.html